# 世界红卍字会青岛分会
世界红卍字会青岛分会（世界红万字会青岛分会）又称青岛道院，旧址位于山东省青岛市市南区八大关街道西部、鱼山路37号（大学路7号），曾为青岛市博物馆、青岛市图书馆所使用，现为青岛市美术馆。该建筑为世界红卍字会募集50万银元于1933-1941年所建，融合了中国传统建筑、罗马式建筑、伊斯兰式建筑三种不同的建筑风格，这在中国建筑史上是一比较特殊的例子，院内配以花卉松柏，有着园林风貌。

## 建筑历史
红卍字会青岛分会原设于新泰路。1932年，丛良弼等人募集资金在大学路、鱼山路路口建造新址。先行筹款50万银元，于1933年至1937年间建造了大殿（中院）与藏经楼（后院）。后来又建造了办公楼（前院），1941年竣工。1949年后，红卍字会逐渐停止活动，全部房产交由青岛市文化古物保管委员会使用，用以征集保管文物，并接受胶东解放区文物管理委员会收藏的文物古籍。1953年，青岛市图书馆迁入。1955年，中共山东省委第二初级党校（中共青岛市委党校的前身）迁入前院和中院，后院改为青岛市图书馆古籍书库，青岛市图书馆大部分迁往茌平路，文物管理委员会办事人员并入市图书馆合署办公。1957年，青岛党校迁至胶东路新址，青岛市图书馆迁回红卍字会旧址建筑群。1959年，中院、后院归青岛市博物馆筹备处使用，后于1965年正式成立青岛市博物馆。1991年，青岛市图书馆迁入位于山东路的新馆，前院原馆址交予博物馆使用。2000年，青岛市博物馆迁入崂山区云岭路新址。2006年，世界红卍字会青岛分会旧址辟为青岛市美术馆並加掛青島市藝術研究院名稱。

## 建筑概况

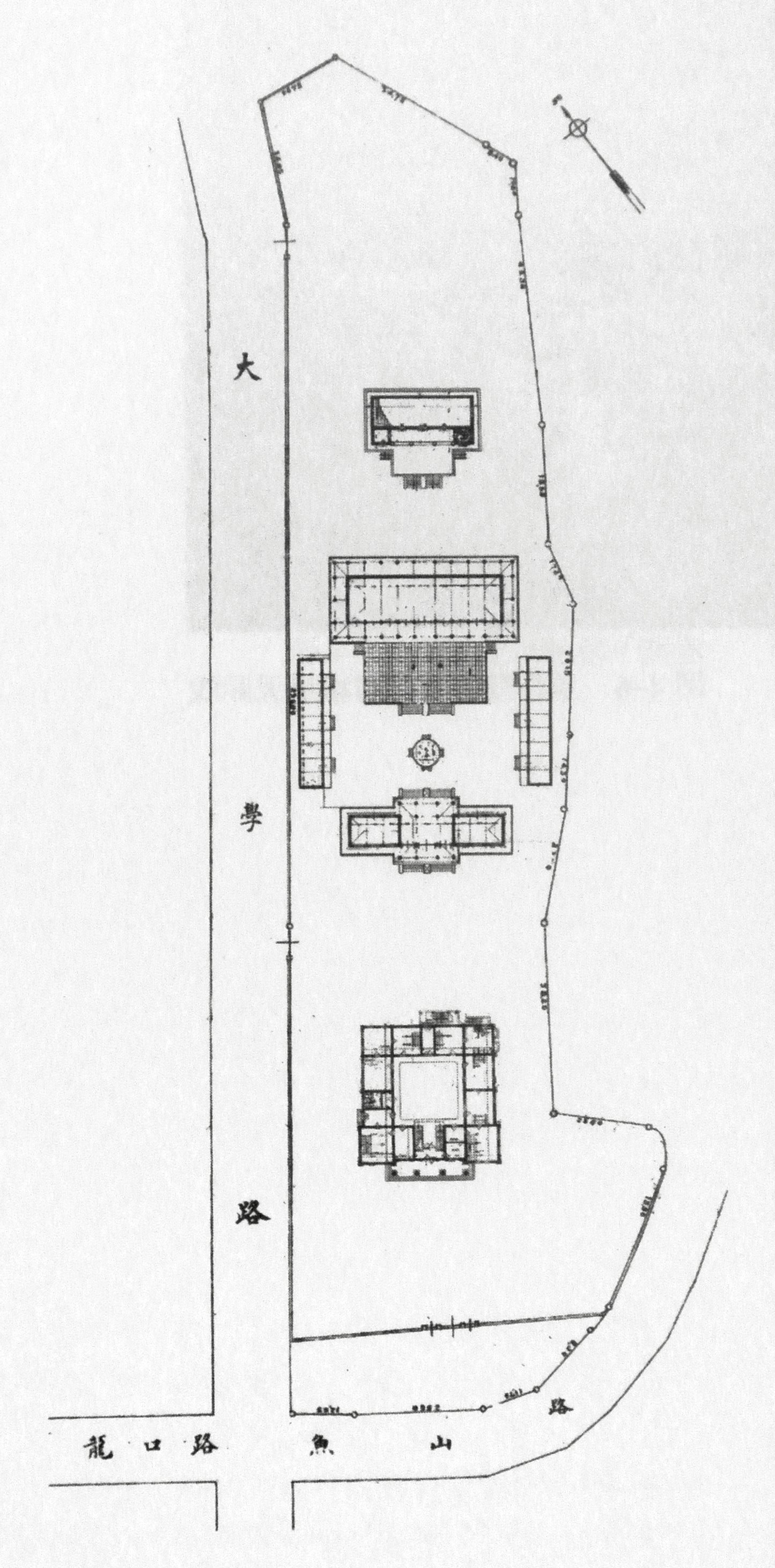
总平面图

红卍字会青岛分会旧址建筑群基址原为一条东西宽约50米、南北长250米的冲沟，建成后的建筑群为一长条形院落，整个院落进深超过百米，分为前院、中院、后院三组建筑。
前院建筑最初为办公楼，面积1889.24平方米，总体呈回字形，地上三层，地下一层，为仿西式建筑，借鉴了新古典主义和装饰风艺术两种西式建筑风格，由建筑师王瀚设计。正立面中央有四根圆柱支撑起的柱廊，柱头采用混合柱式，柱身共覆有两对楹联。檐口上方有一装饰风艺术风格的塔楼。楼内有一方形天井，正对天井的楼顶有一钢架玻璃结构圆顶。现为青岛市美术馆罗马展厅。
中院建筑为道院，面积1545平方米，为中国古典宫殿式传统建筑，由刘铨法设计。外围是明瓦朱墙，由山门、南北两厢、礼亭、大殿等建筑组成，是整个院落的主体。大殿建于由花岗岩制成剁斧石砌成的一层丹陛之上，重檐歇山顶，上覆黄琉璃瓦，面阔九间，面宽42米，进深20米，高17.6米，周围用28根圆柱沿外檐撑起，墙面装有木制格栅门。南北两厢各面阔九间，屋顶为歇山式，上覆绿色琉璃瓦，各有10根方形水泥柱支撑檐廊。中院中心还仿照曲阜孔庙杏坛设置了一座八角礼亭。刘铨法在中院建筑的设计与施工中采用了预制混凝土构件和水泥制品代替传统木料建造传统风格建筑，这一创举受到了国内建筑界的重视。1950年代苏联专家到青岛参观时也对此赞叹不已。现为青岛市美术馆大殿展厅。
后院建筑最初为藏经楼（图书馆），面积674平方米，地上两层，公和兴营造厂承建。习惯上认为该建筑阿拉伯式建筑，而青岛理工大学的徐飞鹏教授认为顶部的塔楼并非阿拉伯式葱头顶，而是仿德式建筑的体现。现为青岛市美术馆伊斯兰展厅。
整个建筑群周围以红色围墙环绕，墙上以黄色琉璃瓦覆盖。红卍字会曾计划在后院藏经楼后侧建设学校和医院，然而并未实现。院落后侧现为青岛市文物局与青岛市文化广电新闻出版局的办公楼。

## 图集

### 前院建筑·罗马展厅
- 前院建筑（办公楼）正立面设计图
- 前院建筑彩色老照片，约1948年
- 前院建筑彩色老照片
- 前院建筑·罗马大厅
- 前院建筑，罗马大厅内景
- 前院建筑，罗马大厅穹顶

### 中院建筑·大殿展厅
- 中院建筑（道院）设计图
- 历史照片，前院建成前的中院建筑，1930年代-1940年代
- 道院山门彩色老照片
- 道院礼亭彩色老照片
- 道院大殿立柱彩色老照片
- 中院建筑·山门
- 中院建筑·山门斗栱
- 中院建筑·礼亭
- 中院建筑·大殿
- 中院建筑·大殿斗栱
- 中院建筑·大殿斗栱
- 中院建筑·大殿前廊铺地

### 后院建筑·伊斯兰展厅
- 后院建筑（藏经楼）设计图
- 后院建筑·伊斯兰大厅
- 后院建筑正立面立柱